# Cantons de Strasbourg
Les cantons de Strasbourg sont des divisions administratives du département du Bas-Rhin, situé dans la région du Grand-Est. Depuis la réorganisation du canton français en mars 2015, la ville de Strasbourg est subdivisée en 6 cantons. Leur siège est à Strasbourg.
| Nom                    | Population (2014) | Code cantonal |
| ---------------------- | ----------------- | ------------- |
| Canton de Strasbourg-1 | 48 009            | 6717          |
| Canton de Strasbourg-2 | 42 437            | 6718          |
| Canton de Strasbourg-3 | 46 654            | 6719          |
| Canton de Strasbourg-4 | 43 649            | 6720          |
| Canton de Strasbourg-5 | 40 220            | 6721          |
| Canton de Strasbourg-6 | 55 291            | 6722          |